# 21e bataillon de chasseurs à pied

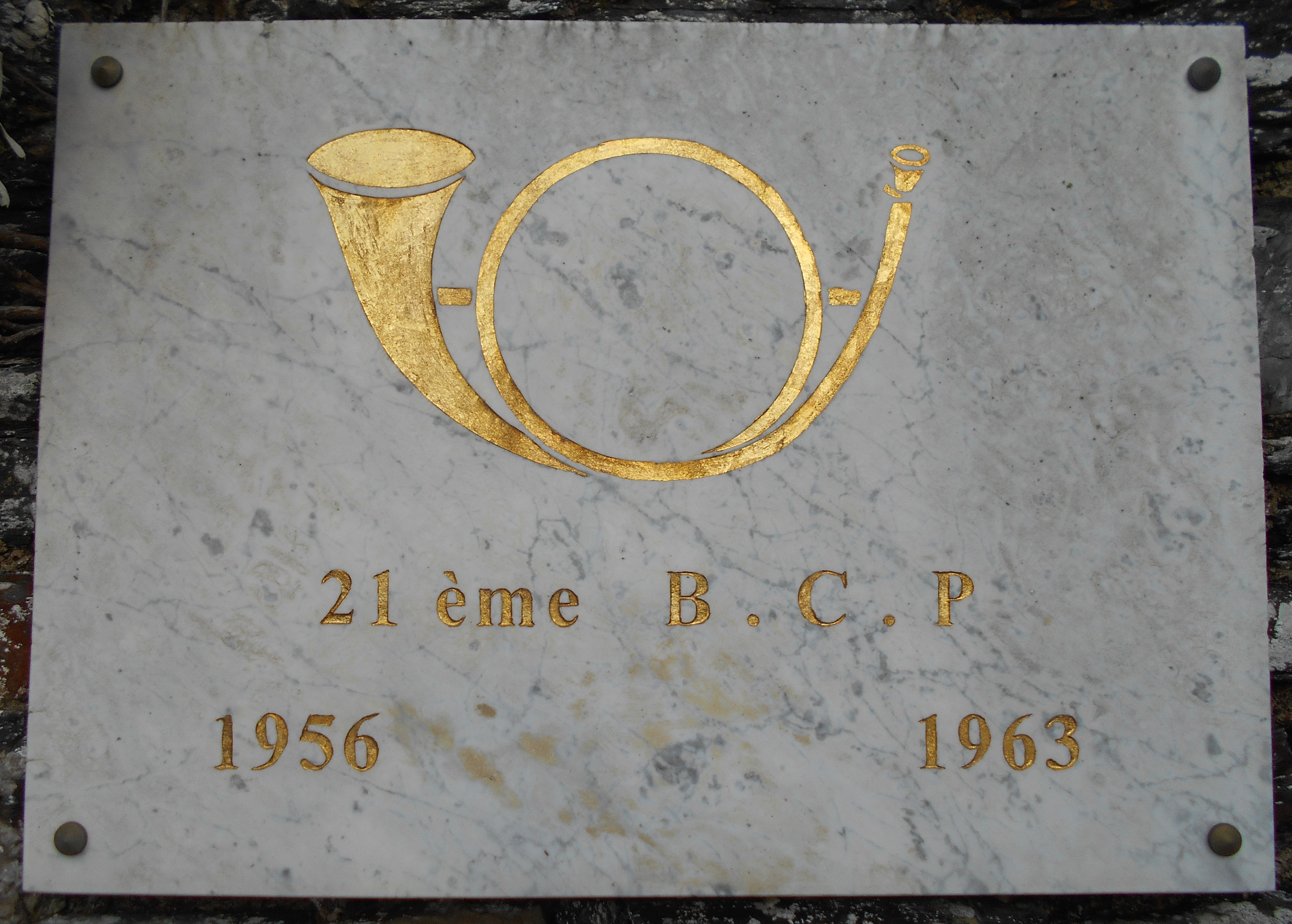
21e BCP à Granville - Plaque avec cor de chasse _ Place d'Armes

Le 21e bataillon de chasseurs à pied (21e BCP) est une unité, aujourd’hui dissoute, d'infanterie de l'armée de terre française, du corps des chasseurs à pied.

## Création, villes de garnison
- 1855 : Le 28 septembre, création[1] à Metz de la 3e série de bataillons de chasseurs comprenant les 21e et 22e bataillons de chasseurs à pied.
- 1856 : dissolution
- 1870 : Le 21e BCP[2] est réorganisé à Saint-Denis, avec des éléments des 5e, 7e, 8e, 15e et 18e bataillons de Chasseurs à pied, ainsi que du 128e de Ligne
- Il participe avec les 22e et 23e bataillons aux opérations du siège de Paris et combat notamment à Bonneuil-sur-Marne, Châtillon, Villejuif, au Bas-Meudon, à Créteil et au Bourget.
- 1871 : en garnison à Montbéliard dans l'ancien château des ducs de Würtemberg.
- 1913 : le bataillon arrive à pied par la route de Saint-Dié, au milieu d'une population en liesse dans une ville décorée, le 10 octobre à Raon-l'Étape. Après réception par les autorités, il va occuper la caserne Dutertre[3], qui n'est d'ailleurs pas tout à fait terminée. Il y restera jusqu'au 31 juillet 1914 date de son départ pour ses positions de couverture : la haute vallée de La Plaine
- 1914 : le 2 août, il met sur pied le 61e bataillon de chasseurs à pied
- 1915 : participe à la formation d'un bataillon de marche, le 107e bataillon de chasseurs, à Dagneux le 23 mars.
- 1918 : en garnison à Rambervillers
- 1920 : en garnison à Gérardmer
- 1920-1923 : occupation du territoire de Memel, en Prusse orientale (Lituanie actuelle)
- 1923 : dissolution peu après son retour de Memel
- 1938 : remis sur pied en juillet et septembre
- 1939 : remis sur pied le 25 août au fort de Lomont
- 1940 : 4 juillet, le reste des chasseurs (environ 150) du 21e bataillon de chasseurs à pied est intégré au 152e RI à Clermont-Ferrand
- 1959 : recréation à Granville dans la Manche (centre d'instruction d'appelés pour l'Algérie à la suite de la 3e demi-brigade de chasseurs stationnée là depuis 1955) dont les recrues sont dirigées ensuite en Kabylie sur le 28e bataillon de chasseurs alpins (Sidi Aïch) et le 29e BCP (El Kseur) et sur le 31e BCP (Tiaret).
- 1963 : dissolution.

## Chefs de corps
- 1855 : commandant Lian
- 1870 : commandant Palach
- 1871 : commandant Gallimard
- 21e BCP à Granville - Plaque commémorative - Place d'Armes1878 : commandant Sonnois
- 1882 : commandant Mouton
- 1883 : commandant Pitois
- 1885 : commandant Oudard
- 1890 : commandant Billet
- 1896 : commandant Chevalier
- 1899 : commandant Tixier

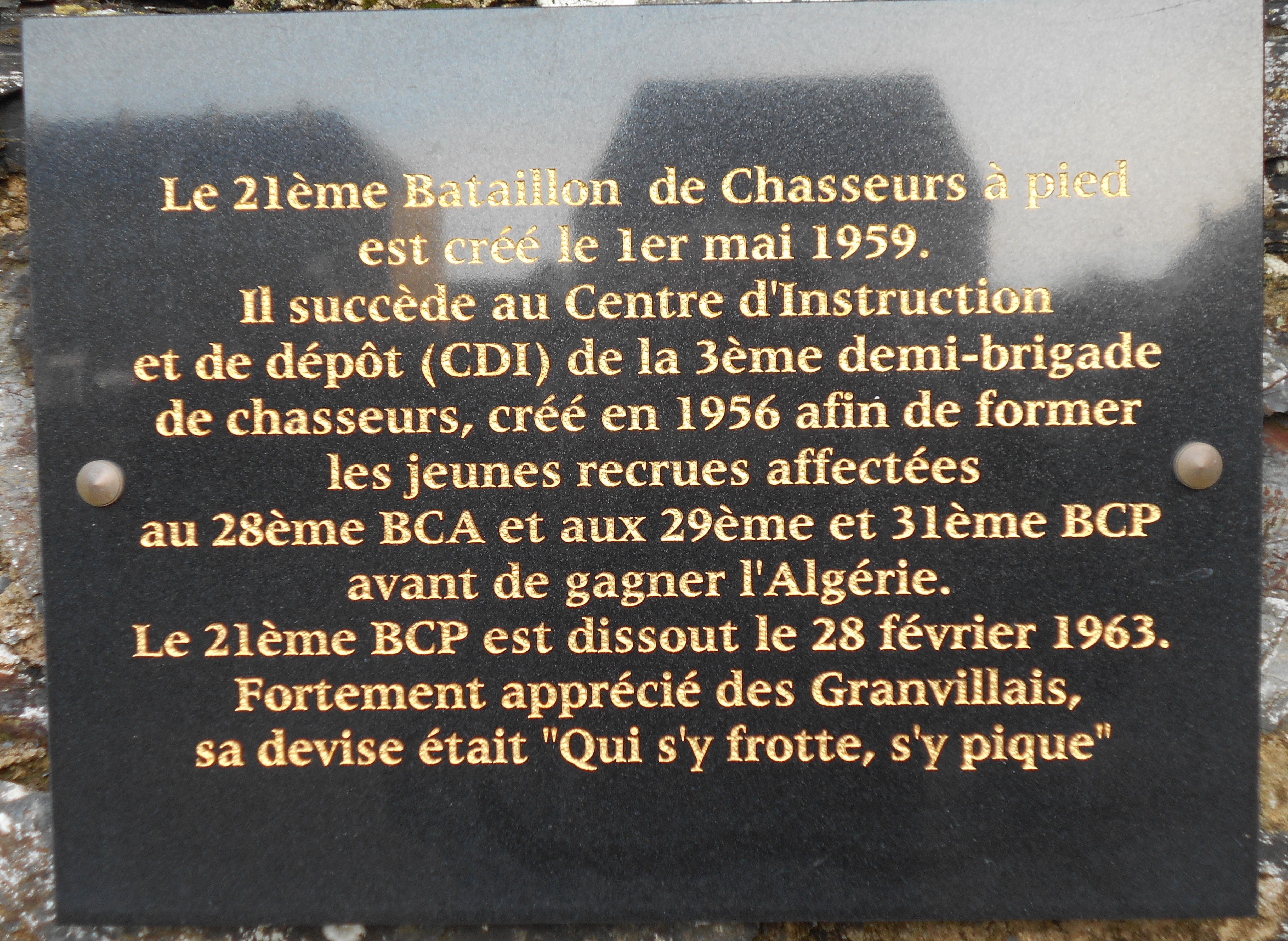
21e BCP à Granville - Plaque commémorative - Place d'Armes

- 1908 : commandant Léon Gaucher (23 juin 1908); il finira la Grande guerre général de division.
- 1914 : commandant Rauch[4]
- 1915 : commandant Marquézy - (15 mai 1915)
  - Nuit du 27 au 28 septembre : le commandant Marquézy René est mortellement blessé en première ligne. Il meurt à Houdain le (30 septembre 1915).
  - (28 septembre 1915) : le capitaine Kuntzmann prend le commandement du bataillon - blessé le (10 mai 1916).
  - commandant Craplet - (6 octobre 1915) - venant du 36e RI
- 1916 : commandant de Witkowski - (29 mars 1916) - venant du 149e RI
- 1917 : commandant Arnould - (2 novembre 1917)
- 1918 : commandant Burtaire - (2 avril 1918)
- 1920 : commandant Guillaud
- 1922 : commandant Thibeaud. Il remplace le lieutenant-colonel Guillaud, muté, et qui rentre en France en juillet
- 1938 : commandant Belot, venant du 35e RI
- 1939
  - 24 septembre : capitaine Monteux (commandant provisoire jusqu'au 5 octobre)
  - 5 octobre : commandant Belot
  - 16 novembre : commandant Bézégher
  - 13 mai : capitaine Létang
- 1940 : capitaine Létang jusqu'à l'armistice et l'intégrations du reste de bataillon dans le 152eRI à Clermont-Ferrand

## Historique

### Le Second Empire et laIIIeRépublique

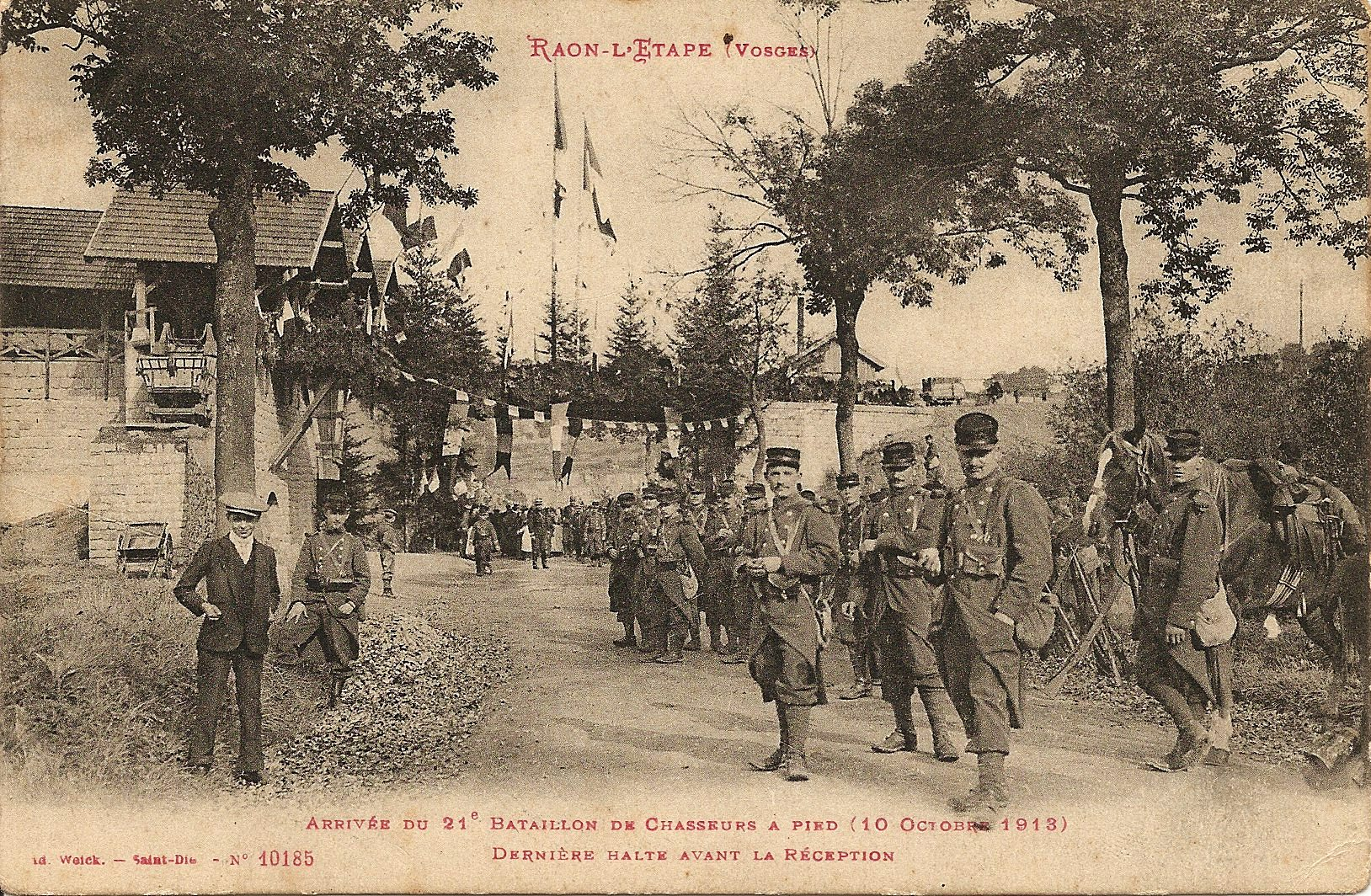
Arrivée du en sa nouvelle caserne le 10 octobre 1913 (fonds photographique Adolphe Weick).

Les hostilités ayant cessé en Crimée, un décret du 19 avril 1856 supprima le 21e bataillon de chasseurs à pied.
- 1870-1871 : défense de Paris. Combats de Bonneuil, Châtillon, Villejuif, au Bas-Meudon, à Créteil et au Bourget.
- 1871 :
  - Le 21e bataillon de chasseurs à pied est dirigé vers l'Algérie dans la province de Constantine. Il participe avec les 23e et 27e bataillons aux combats contre l'insurrection.
  - Il s'illustre sur l'Oued Ghir, au col des Beni-Äicha, à Ain el Arba, à Flisset el Bahar, chez les Beni Fraoulen, à Souk el Khemis, à Aguemoun, chez les Beni Raten, à Bougie au col de Tirourda.
- 1895-1896 : Madagascar - un détachement de 27 hommes.

En couverture militaire de la frontière, en 1913, il entre en garnison à la caserne Dutertre de Raon-l'Étape dans les Vosges.

### La Première Guerre mondiale
Affectation:
1914 : 25e Brigade d'Infanterie - 13e Division d'infanterie - 21e Corps d'Armée
À la 13e Division d'infanterie d'août 1914 à novembre 1918 - ID 13/13e DI à partir de décembre 1916.

#### 1914
- 31 juillet : le bataillon quitte ses quartiers pour se rendre sur ses positions de couverture dans la haute vallée de la Plaine à 10 km de la frontière.
- Août : Opérations des Ire et IIe Armées.
  - Opérations de Couverture:  Badonviller, Allarmont, Celles-sur-Plaine.
  - le 14 août prise du Donon, organisation de la défense. Patrouilles en territoires ennemis.
  - 18 août: protège le passage à Malcôte, du 21e Corps d'Armée qui change de front et va renforcer l'offensive de la IIe Armées dans le secteur de Sarrebourg
  - Offensive des VIe et VIIe Armée allemande.(21 août).
  - 20 & 21 août : bataille du Donon et du Petit Donon. Pertes très lourdes.
  - Retraite des Ire et IIe Armée française. Batailles de la rive gauche de la Meurthe.
  - 24 août: dans les bois de Badonviller le bataillon se trouvant presque encerclé, se dégage par une vigoureuse charge à la baïonnette
  - 25 août: Défense des ponts de la Meurthe, La Neuveville,
  - 25 août - 1er septembre : participe à la Bataille du col de la Chipotte
- 4 septembre: le bataillon ayant gagné la gare de Darnieulles embarque et par voie ferrée gagne Wassy où il débarque le 5 septembre.
- 8-14 septembre : Prend part à la Bataille de la Marne dans le secteur du camp de Mailly, Ferme de Montmarin[6], Signal de l'Ormet.
- 15-26 septembre : Sompuis, Suippes, Souain. Poursuite et épisode de la Course à la mer
- 1er octobre : transport par voie ferrée dans la région de Lille pour parer à la manœuvre d'encerclement allemande.
- 6-30 octobre : l'Artois, secteur de l'Arbre de Condé, Bully, Liévin, Angres, la Fosse Calonne.
- Novembre : Repos. l'Artois, secteur de Notre-Dame-de-Lorette.
- Décembre :
  - 1er- 9 décembre : séjour au cantonnement. Aix-Noulette
  - 17-18 décembre: offensive de la Xe Armée en Artois : le 21e Corps d'Armée attaque en direction de Lorette.
  - le Bois Boche, Aix-Noulette, le Bois rectangulaire.
- Durant l'année 1914, les renforts ont été de 7 officiers et de 1915 sous-officiers et chasseurs.

#### 1915
Le bataillon reste toute l'année sur le front de l'Artois.
- 21 mars : participe à la formation d'un bataillon de marche, le 107e BCP à Dagneux.
- mai : 2e Bataille d'Artois.
  - 9 mai : Offensive générale franco-britannique; prise de la crête de Lorette, sape 5, sape 7.
  - 14 et 15 mai: Reprise de l'attaque sous un feu d'artillerie terrible. Le bataillon perd les 3/4 de son effectif; sur 31 officiers il en n'en reste que deux.
- juin:
  - 16-18 juin : Cimetière de Souchez. Attaque du chemin Ablain - Angres
- Septembre : 3e Bataille d'Artois
  - 25 septembre : Offensive de la Xe Armée. Bois de Givenchy, Givenchy-en-Gohelle, Souchez, Bois en Hache. La nuit du 27 au 28 septembre le commandant Marquézy est blessé mortellement[7](citation à l'ordre de la Xe Armée no 114 du 11 octobre 1915[8])
- octobre : Souchez, Bois en Hache.
- novembre: Souchez, Bois en Hache. Alternativament séjours dans les tranchées et en cantonnement (Houvelin, Bouvigny-Boyeffles, Ohlain, Ostreville...)
- décembre : Travaux dans les tranchées puis en cantonnement à Linzeux et Guinecourt
- Durant l'année 1915, les renforts ont été de 46 officiers et de 2571 sous-officiers et chasseurs.

#### 1916
- 1er février: le bataillon gagne le camp de Saint-Riquier dans la Somme et cantonne à Oneux, Hanchy et Le Festel
- 20 février: Note de service: « Le 21e BCP, en raison de sa brillante conduite à l'attaque de la chapelle de Notre-dame-de-Lorette en mai dernier, est désigné pour assurer le service de garde d'honneur au G.Q.G., du 22 février au 12 mars 1916 »
- 22 février - 7 mars : garde d'Honneur au G.Q.G. de Chantilly.
- 28 février : déplacement de Chantilly à Revigny. Bataille de Verdun, Eix
  - 6 au 11 mars : Douaumont, bois de Souville, le Calvaire. Lourdes pertes. Après cet épisode le bataillon est réduit à 2 compagnies.
- mars avril : en Cantonnement à Culey, le bataillon reçoit des renforts.
- avril - juillet : en Champagne. Travaux secteur de Gratreuil, Tahure.
- juillet :Bataille de la Somme'.
  - Secteur d'Estrées, Deniécourt, Ablaincourt.
  - juillet - septembre : sucrerie de Génermont.
  - octobre - décembre : repos et travaux secteur de Belfort.

#### 1917
- janvier - mars : Repos, travaux défensifs dans le secteur de Belfort.
- avril: Embarquement direction l'Aisne - Offensive de l'Aisne.
  - 16 avril : le Chemin des Dames : secteur Bessy, moulin de Laffaux
- mai - juin : Repos
- 21 août : le bataillon est ramené à l'arrière - période d'instruction.
- octobre : Bataille de la Malmaison, ravin du Grand-Vivier.
  - 23 - 25 octobre : la 13e Division d'infanterie. attaque avec des chars.
- novembre : Occupation secteur Vosges Hilsenfirst, Hartmannswillerkopf patrouilles et coups de main.
- décembre : Secteur Vosges.

#### 1918
- janvier - mai : secteur Vosges.

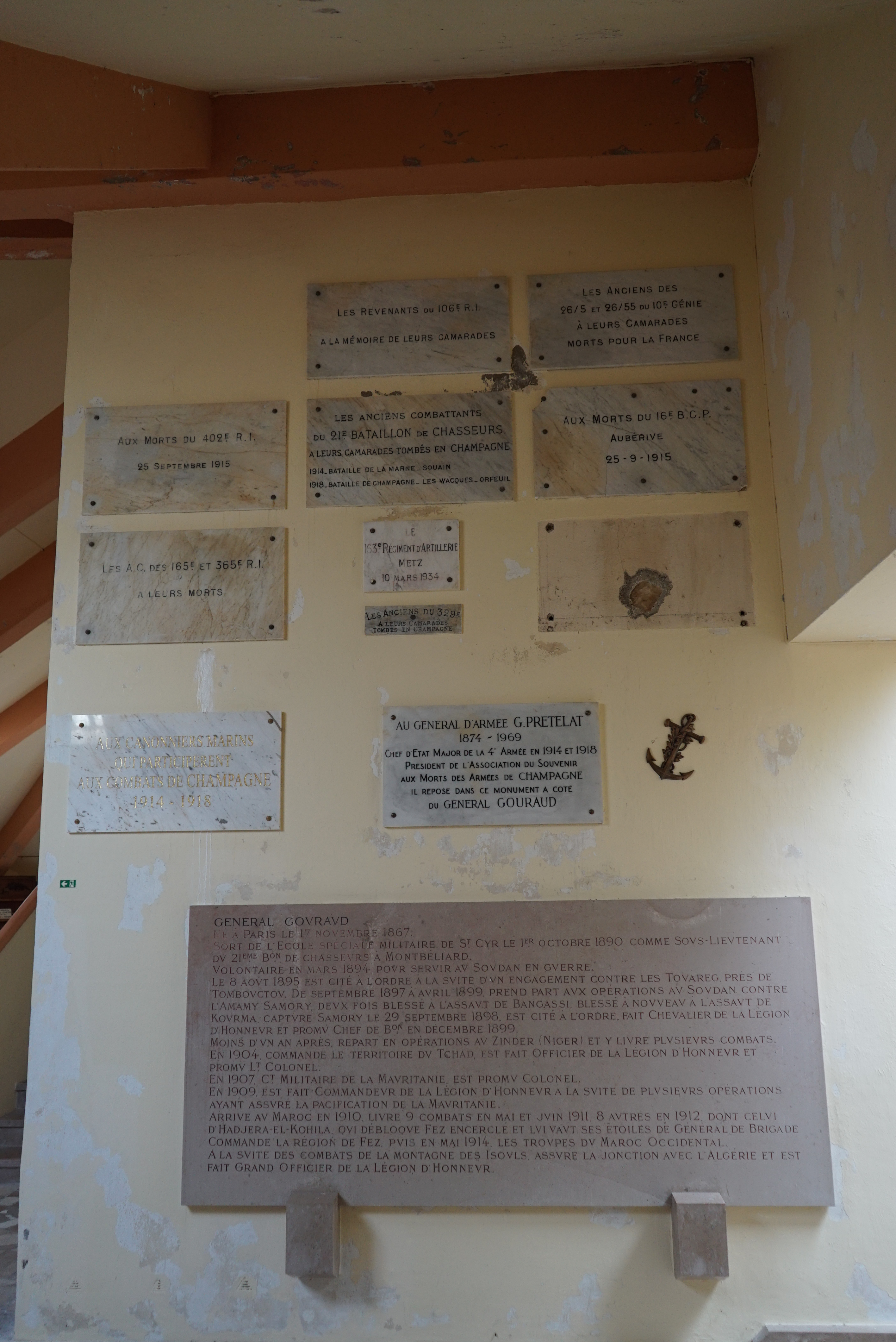
Plaque en mémoire du bataillon dans le mémorial Aux Morts des Armées de Champagne.

  - 25 mai : embarquement pour la Marne. Troisième bataille de l'Aine
  - Défense de la Vesle, Courlandon, ferme de la Cense, vallée de l'Unchair, Fismes.
  - Route de Lehry - Cœmy
- Juin - septembre : Champagne. Occupation du secteur des Wacques, Perthes.
- Septembre :
  - 25 septembre : offensive de Champagne.
  - Secteur Somme-Py, Orfeuil, Mont Muret.
- Octobre - novembre: En réserve région de Reims.
- Novembre : Ardennes
  - Conquête des positions de la Hundling-Stellung[9], Saint-Germainmont, cote 156. Mézières.

#### Pertes du bataillon
Les chiffres (colonnes a, b, c, ) indiqués dans le tableau suivant proviennent des relevés consignés au jour le jour dans les 5 Journaux de marche et opérations du bataillon (J.M.O. cotes 26 N 832/5, 26 N 832/6, 26 N 832/7, 26 N 832/8, 26 N 832/9). La liste des tués (a) ne comprend que ceux qui ont été constatés morts sur le champ de bataille. S'ajouteront par la suite ceux décédés des « suites de blessures de guerre », et, surtout à la fin de la guerre, ceux déclarés« disparus »
Les chiffres de la colonne h proviennent de la liste des tués publiés dans l'« Historique du bataillon », ainsi que du site « SGA/Mémoire des hommes » (colonnes d, e, f, g,).
Ces chiffres ne sont pas exhaustifs. Le recoupement entre les différentes sources présente des écarts notables et des erreurs manifestes.
Le relèvement des différentes tombes individuelles et fosses communes sur les champs de bataille, essentiellement celles étant restées dans les territoires occupés par l'ennemi a permis de compléter les premiers chiffres. Également les listes des soldats morts en captivité.
| Année  | Pertes totales | Tués  | Blessés | Disparus | Décédés suite de blessures | Disparus | Décédés aux ambulances ou hôpitaux | Décédés des suites de maladies | Tués  |
| -      | -              | a     | b       | c        | d                          | e        | f                                  | g                              | h     |
| ------ | -------------- | ----- | ------- | -------- | -------------------------- | -------- | ---------------------------------- | ------------------------------ | ----- |
| 1914   | 2042           | 294   | 1 128   | 620      | 98                         | 37       | 66                                 | 2                              | 651   |
| 1915   | 2474           | 451   | 1 598   | 425      | 157                        | 23       | 72                                 | 13                             | 698   |
| 1916   | 1 329          | 186   | 641     | 502      | 69                         | 5        | 54                                 | 8                              | 321   |
| 1917   | 274            | 50    | 199     | 25       | 1                          | 0        | 10                                 | 1                              | 276   |
| 1918   | 865            | 85    | 344     | 436      | 66                         | 10       | 41                                 | 19                             | 213   |
| 1919   | 0              | 0     | 0       | 0        | 1                          | 0        | 0                                  | 4                              | 13    |
| Totaux | 6 984          | 1 066 | 3 910   | 2 008    | 392                        | 75       | 333                                | 47                             | 2 292 |

Le site MémorialGenweb totalise 2 064 tués pour 1914 à 1918 dans sa page « Recoupement par régiment ». On peut considérer que le chiffre des tués pour ce bataillon est de plus de 2 300 hommes, dont 64 officiers.

### Entre-deux-guerres
- 1919 : garnison en 1919 à Rambervillers.

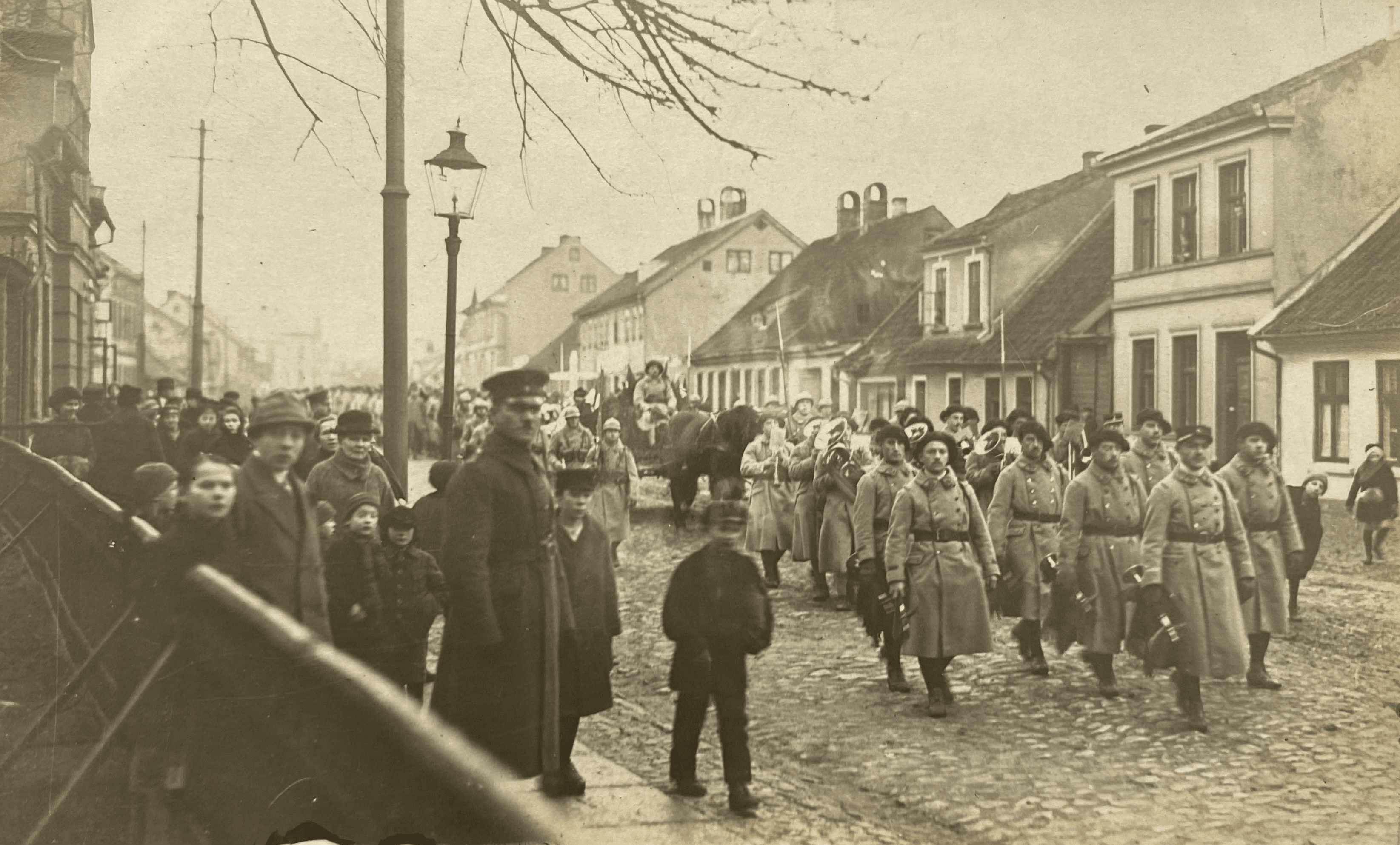
Défilé du 21e bataillon de chasseurs français dans les rues de Memel pendant l'occupation administrative Française en 1920.

- 1920 :

- - ordre d'aller occuper[11] le territoire[12] de Memel (Prusse orientale, aujourd'hui Klaipėda en Lituanie). Départ du bataillon (700 hommes) par voie ferrée, les 7, 8 & 9 février 1920.
  - 20 août-15 septembre: les 1re et 2e compagnies partent renforcer le 10e BCP avec la division navale alliée allant à Dantzig.
- 1921 :relève de la classe 1919. Le bataillon est fortement réduit (250 hommes).
- 1922 : tension avec la Lituanie.
- 1923 : bruits d'attaque par les Lituaniens.
  - 11-15 janvier : attaque de Memel par les Lituaniens.
  - 15 janvier : le Haut-commissaire, au nom de la conférence des Ambassadeurs[13] ordonne la cessation des combats. La tension demeurera vive jusqu'à la fin de l'occupation française.
  - avril : retour en France du Bataillon.

### Seconde Guerre mondiale

#### 1939
- Mobilisation et Séjour à la frontière suisse.
  - 15 août - 5 octobre : Cantonnement à la frontière suisse, région Indevillers - Chauvilliers, dans la grande boucle sud du doubs
  - 5 octobre : Embarquement par voie ferrée du bataillon qui gagne la Haute Alsace. Retrouve le 61e Bataillon de Chasseurs à Pied
- Séjour en Haute Alsace
  - 10 octobre : Occupation de l'usine Hydroélectrique de Kembs en rive gauche du Rhin
  - 29 novembre : Relève du bataillon qui gagne Ranspach-le-Haut. Période d'instruction.
  - 10 décembre : Quartier du Bataillon à Buschwiller et Hegenheim. Face à la Suisse.

#### 1940
- - 23 janvier : garde du PC de la VIIIe Armée à Giromagny.
  - 5 février : embarquement à destination du Front de la Sarre le bataillon relève le 16e Bataillon de Chasseurs à Pied
- Front de la Sarre
  - 8 février : débarquement à Lening (région de Morhange), cantonnement à Hellimer et Diffenbach
  - 9 février : cantonnement à Diebling et Metzing
  - 22 février : premières pertes du bataillon à la suite du bombardement ennemi
  - 6 mars : le bataillon relève le 2e Bataillon de Chasseurs à Pied aux avant-postes
  - 19 mars : départ du bataillon pour Lunéville
- Campagne de France(14 mai - 4 juillet 1940)
  - Combats sur l'Aisne (17 mai - 10 juin)
  - La retraite (11 juin - 25 juin)

### De 1945 à aujourd'hui
En 1956 recréation du Bataillon à Granville, Centre d'instruction caserne du Roc.
 En 1963 la dissolution du 21e Bataillon de chasseurs à pied.
À sa dissolution, le 28 février, le Fanion du Bataillon est confié à la Mairie de Granville, où étaient ses quartiers. Le fanion restera visible, exposé dans le bureau du maire.
Ce geste traduit l'entente qu'il y avait entre le 21ème Bataillon et la ville de Granville.
En 1974, le 8ème Groupe de Chasseurs Mécanisés, stationné à Wittlich, Allemagne, FFA, en reçoit la garde et en assure les traditions.

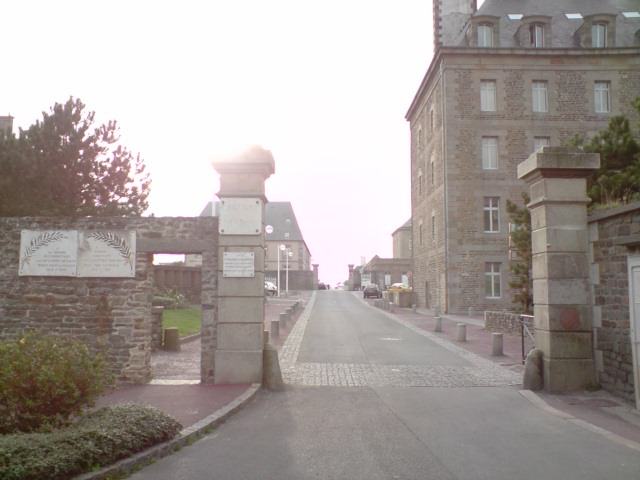
Caserne du Roc Granville.
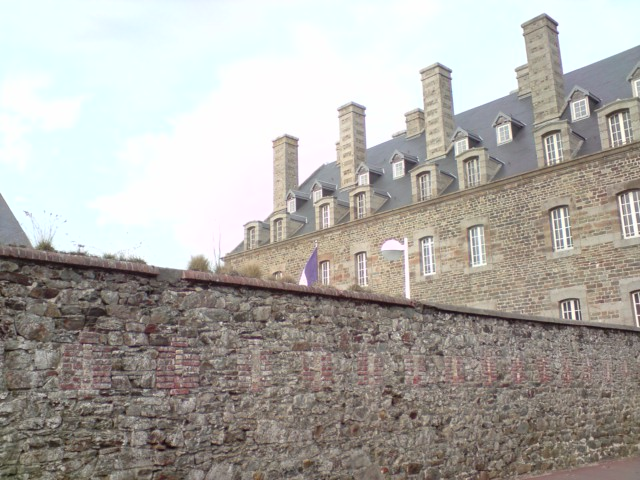
Bâtiment de la caserne du Roc Granville.
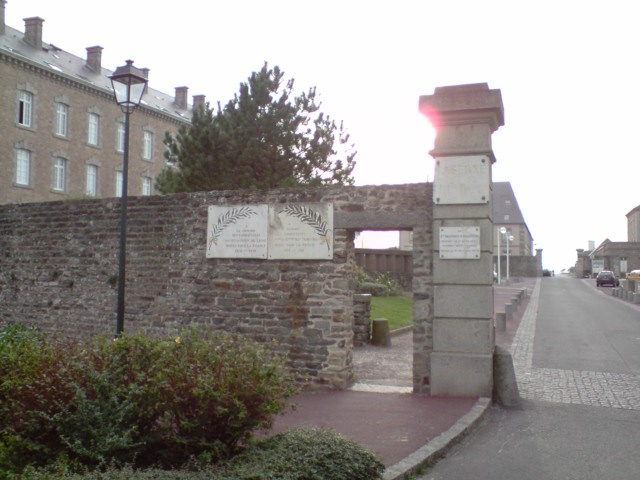
Entrée de la caserne du Roc à Granville.
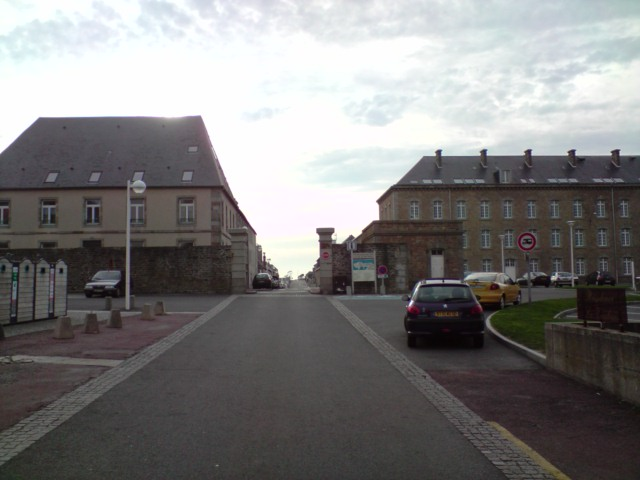
Vue de l'entrée de la caserne du roc à Granville.
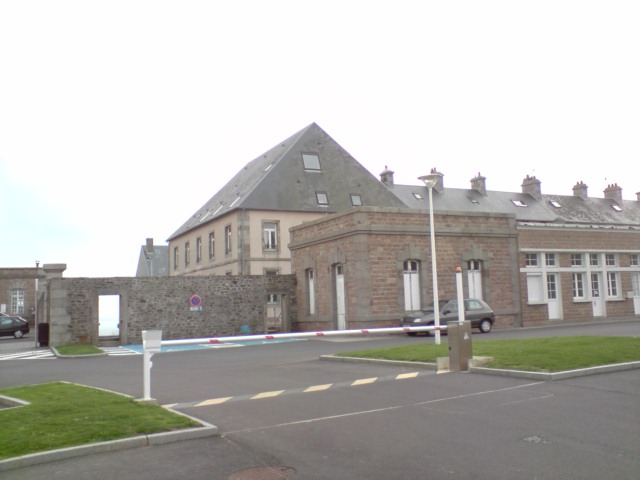
Les bâtiments de la caserne du roc.

## Insigne
L'ébauche de l'insigne du 21e BCP date de 1916 où dans le secteur de Verdun. Elle est due au chasseur Thominot, (1re compagnie et décorateur dans le civil. Afin de bien repérer les véhicules du bataillon lors des relèves, il eut l'idée de peindre sur ceux-ci un motif distinctif. Il choisit un "Diable bleu" avec une branche de houx passé dans un cor de chasse. Le Houx rappelant la devise « Qui s'y frotte, s'y pique »

### Héraldique
Un cor de chasse, à l'intérieur de la boucle le château de Montbéliard, un diable chargeant, la fourche croisée, un sapin symbolisant les Vosges. Le numéro du bataillon est apposé, en relief, sur le pavillon de l'instrument.

### Signification
Le Château de Montbéliard rappelle la première ville de garnison du Bataillon, le sapin des Vosges fait souvenir à sa deuxième ville de garnison: Raon l'Étape, à sa zone de couverture, lieu de ses premiers combats à la frontière. Le Diable Bleu, allusion au surnom donné par les soldats allemands aux chasseurs dans les Vosges: schwärze Teufel, signifiant diable noir, par référence à leur tactique de combat, mais également à leur tenue bleu foncé, paraissant noire en forêt. Le tout sur un cor de chasse, le numéro du bataillon étant apposé sur le pavillon.
Cet insigne fut initialement commun aux 21e et 61e BCP bataillon de réserve du 21e BCP (le 61e BCP, étant également issu de Montbéliard). Les deux numéros étaient apposés sur le pavillon).

## Devise du21ebataillonde chasseurs à pied
- Devise: « Qui s'y frotte s'y pique »
- Surnom[14]: « Bataillon du Donon »
- Refrain du bataillon:.

également:
autre:

## Drapeau du régiment
Comme tous les autres bataillons de chasseurs ou groupes de chasseurs, il ne dispose pas de son propre drapeau. Il n'existe qu'un seul drapeau pour tous les Bataillons de Chasseurs à Pied, et de Chasseurs Alpins, lequel passe d'un bataillon à un autre durant la campagne 1914-1918. En revanche chaque bataillon possède son propre Fanion.
- Le Fanion du Bataillon:

Carré d'étamine de 0,50 m de côté, coupé diagonalement à partir du haut du bâton, triangle inférieur bleu foncé, triangle supérieur jonquille. Le Cor de chasse encadre le numéro du bataillon.
- Citations du Bataillon:

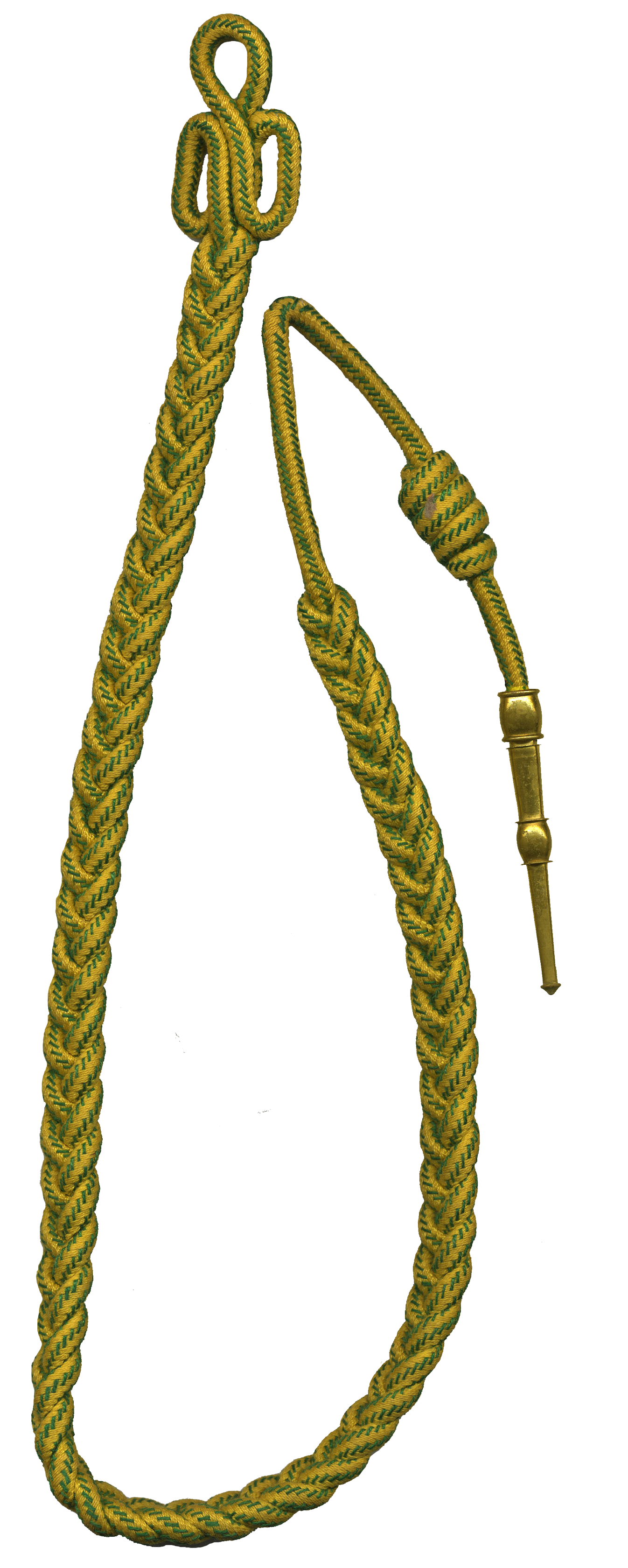
aux couleurs du ruban de la Médaille militaire

  - Ordre Général no 114 du 11 octobre 1915 - Citation à l'ordre de la Xe Armée - Croix de guerre avec palme.
  - Ordre Général no 239 du 1er novembre 1916 - Citation à l'ordre de la Xe Armée - 2e palme.
  - Ordre Général no 529 du 13 novembre 1917 - Citation à l'ordre de la VIe Armée - 3e palme.
  - Ordre Général no 1332 du 8 août 1918 - Citation à l'ordre de la IVe Armée - 4e palme.

Fourragère aux couleurs du ruban de la Médaille militaire.
- - citation de compagnies à l'ordre de l'armée: la 2e compagnie le 9 mars 1916 sous les ordres du capitaine Kuntzmann.

## Personnalités ayant servi au21eBCP
- Le général d'armée Henri Gouraud : Haut-commissaire de la République française au Levant de 1919 à 1923 et gouverneur militaire de Paris de 1923 à 1937. Il y sert de 1888 à 1894 comme sous-lieutenant, puis lieutenant et capitaine.
- René Chavannes: l'un des plus jeunes soldats de la guerre. Orphelin, rejoint le 21e BCP à l'âge de 14 ans avec le consentement de sa tante et l'autorisation de l'autorité militaire. Citations, Croix de Guerre.
- Général Philippe Verlot Président de la FNAC.

## Sources et bibliographie
- Historique du 21e bataillon de chasseurs à pied : campagne 1914-1918, Paris, Librairie Chapelot, 57 p., lire en ligne sur Gallica.
- Bézégher (général), Historique du 21e Bataillon de chasseurs à pied - (1855 - 1940), Imprimerie administrative, 1952, 74 p.
- Yvick Herniou & Éric Labayle, Répertoire des corps de troupe de l'armée française pendant la grande guerre, Tome 2, Chasseurs à pied, alpins et cyclistes, Unités d'active de réserve et de territoriale, Éditions Claude Bonnaud, Château-Thierry, 2007, 446 p., broché 14x24   (ISBN 978-2-9519001-2-7)
- Revue historique de l'armée française, Numéro spécial no 2, Les Chasseurs à pied, Paris, 1966, 196 p.
- JMO - Journal de Marche et des Opérations du 21e BCP, document du Service Historique de l'Armée de Terre (S.H.A.T.), cotes 26 N 823/5, 26 N 823/6, 26 N 823/7, 26 N 823/8, 26 N 823/9.
- Ministère de la Guerre, Historiques des Corps de Troupe de l'armée française 1569-1900, Berger-Levrault & Cie Éditeurs, Paris, 1900, relié cuir 28,5 × 18,5 cm, 782 p.
- Andolenko (Général), recueils d'historiques de l'infanterie française, 2e édition 1969, Eurimprim éditeurs, Paris, Imprimerie de Clairvivre Dordogne, relié 31,5 × 23,5 cm, 413 p.
- Isabelle Chandavoine, Les Français à Klaipėda et après 1920-1932, Vilnius, Žara, 2003, 206 p. (ISBN 978-9-986-34114-7, OCLC 162297385).
- Étienne Maignen, Les piliers de Tiahmaïne, Saint-Suliac, Yellow concept, 2004, 184 p. (ISBN 978-2-915-20810-8), p. 1, 28,29.
- Jean-Louis Goëlau "Granville vile de garnison"(pages 147-156) Éditions Eurocibles 50570 Marigny, 2007